# Michał Cieślak
Michał Cieślak (født 6. september 1968 i Sierpc) er en polsk tidligere roer.
Cieślak var styrmand og med til at vinde VM-bronze i firer med styrmand ved VM i 1991.
Han var også med i samme båd ved OL 1992 i Barcelona sammen med Wojciech Jankowski, Maciej Łasicki, Jacek Streich og Tomasz Tomiak. Efter en femteplads i indledende heat blev polakkerne nummer to i opsamlingsheatet, hvilket var tilstrækkeligt til at få dem i A-finalen. Her var Rumænien stærkest og sikrede sig guldet foran Tyskland, mens Polen sikrede sig den sidste plads på medaljepodiet med en bronzemedalje. Det blev sidste gang, denne disciplin var på det olympiske program.

## OL-medaljer
- 1992:  Bronze i firer med styrmand